# Скит-Манявський (заказник)
Уро́чище Скит-Маня́вський — лісовий заказник загальнодержавного значення в Україні. Розташований у Івано-Франківському районі Івано-Франківської області, неподалік від села Маняви. 
Площа природоохоронної території 362 га. Створений 1982 року. Перебуває у віданні ДП «Солотвинський держлісгосп». 
Охороняється заліснена територія з мальовничими ландшафтами Передкарпаття (при підніжжі масиву Ґорґани) з залишками корінних ялицево-букових та ялиново-буково-ялицевих лісів (у домішку — ялина європейська), красивим озером та унікальними скельними утвореннями. 
Особливо цінною є ділянка ендемічної для Карпат модрини польської віком 170–250 років, занесеної до Червоної книги України. У трав'яному покриві лісів зростають чорниця, ожина, тирлич-свічурник, купина кільчаста, щитник широколистий, веснівка дволиста та інші види. 
Багатий тваринний світ: олень благородний, сарна європейська, кабан дикий, вивірка звичайна, куниця лісова, з птахів — дятел, шишкар ялиновий тощо. У заказнику водяться 3 види тварин, занесених до Червоної книги України. 
Заказник є цінною лісонасіннєвою базою.